# Thiruvallam
Thiruvallam är ett område i staden Thiruvananthapuram i den indiska delstaten Kerala. Det var tidigare en by med fullmäktige (gram panchayat) men hade vid folkräkningen 2001 införlivats med staden. Vid floden Karamana ligger ett hinduiskt tempel.